# Omaya Sports Club
O Omaya Sports Club é um clube de futebol com sede em Idlib, Síria. A equipe compete no Campeonato Sírio de Futebol.

## História
O clube foi fundado em 1972.